# Thomas Dyke Acland (7e baronnet)
Pour les articles homonymes, voir Thomas Dyke Acland.
Thomas Dyke Acland, 7e baronnet (14 août 1722-24 février 1785) de Killerton dans le Devon et Petherton Park à Somerset, est un homme politique anglais. Il est un membre éminent de la noblesse de West Country et un célèbre staghunter qui utilise comme siège de chasse les domaines Exmoor de Pixton et Holnicote de sa femme.

## Biographie
Il est le fils aîné et héritier d'Hugh Acland (6e baronnet) (en) (1697-1728) de Killerton dans le Devon, et de sa femme Cicely Wroth, fille aînée et héritière unique de Thomas Wroth, 3e baronnet (1674-1721), de Petherton Park, Somerset. Il succède à son père comme 7e baronnet à la mort de ce dernier le 29 juillet 1728. L'ancienne famille Acland, soupçonnée d'être d'origine flamande, est originaire du domaine d'Acland dans la paroisse de Landkey dans le nord du Devon, où elle a été enregistrée pour la première fois en 1155.
Il est député de Devon, de 1746 à 1747, député de Somerset, de 1767 à 1768, et haut shérif de Somerset pour l'année 1751.

## Mariage et descendance
Le 7 janvier 1745, il épouse Elizabeth Dyke (décédée en 1753), fille et héritière de Thomas Dyke de Tetton, Holnicote et Pixton à Somerset. Thomas Dyke est un éminent chasseur de Westcountry et dispose de sa propre meute de chiens le premier précurseur enregistré des Devon et Somerset Staghounds actuels, dont le vaste terrain de chasse couvrait la majeure partie du North Devon et Exmoor et les Quantocks dans le Somerset. Sa passion pour le sport et sa meute de chiens sont passés à son gendre. Par sa femme, Thomas a un fils et une fille:
- Le colonel John Dyke Acland (1746-1778), fils aîné et héritier apparent, qui est décédé avant son père. Il est député conservateur de Callington en Cornouailles[5] et participe à la Guerre d'indépendance des États-Unis en 1776. Il épouse Christian Harriet Caroline Fox-Strangways (décédée en 1815), une fille de Stephen Fox-Strangways (1er comte d'Ilchester), avec qui il a un fils, John Dyke Acland, 8e baronnet (1778-1785), qui le 24 février 1785, à l'âge de 7 ans, hérite du titre de baronnet à la mort de son grand-père le 7e baronnet[6] et meurt quelques semaines plus tard à 7 ans. Le titre passe à son oncle Thomas Dyke Acland.
- Thomas Dyke Acland (9e baronnet) (1752–1794), deuxième fils, qui en 1785 succède à son neveu de 7 ans, John Dyke Acland, 8e baronnet (1778–1785).